# Mieszko I của Ba Lan
Mieszko I (liên_kết=| Về âm thanh này Polishⓘ; k. 930 - 25 tháng 5 năm 992)  là người cai trị Ba Lan  từ khoảng năm 960 cho đến khi qua đời. Là một thành viên của triều đại Piast, ông là con trai của Siemomysł và là cháu trai của Lestek. Ông là cha đẻ của Bolesław I the Brave (vị vua được phong đầu tiên của Ba Lan) và Gunhild of Wenden. Đa số các nguồn nói rằng Mieszko I là cha đẻ của Sigrid Ngạo mạn, một nữ hoàng người Scandinavia, mặc dù một nguồn xác định cha của nữ hoàng này là Skoglar Toste, và ông nội của Knud Đại đế (con trai Gundhild), và các ông cố của Gunhilda của Đan Mạch, Canute con gái và vợ của Heinrich III của Thánh chế La Mã.
Trong khi Mieszko I là nhà cai trị Kitô giáo đầu tiên của Ba Lan, ông tiếp tục các chính sách của cả cha và ông của mình, vốn là những người khởi xướng quá trình sáng tạo của nhà nước Ba Lan. Thông qua cả liên minh và sử dụng lực lượng quân sự, Mieszko đã mở rộng các cuộc chinh phạt đang diễn ra ở Ba Lan và ngay từ đầu ông đã khuất phục Kuyavia và có lẽ là Gdańsk Pomerania và Masovia. Trong phần lớn triều đại của mình, Mieszko I đã tham gia vào cuộc chiến tranh giành quyền kiểm soát Tây Pomerania, cuối cùng chinh phục nó đến vùng lân cận của dòng sông Oder thấp hơn. Trong những năm cuối đời, ông đã chiến đấu với nhà nước Bohemian, chiến thắng Silesia và có lẽ cả Tiểu Ba Lan.
Liên minh Mieszko I với hoàng tử Cộng hòa Séc, Boleslaus I Tàn bạo, củng cố bởi cuộc hôn nhân của mình trong 965 đến Czech Přemyslid chúa Dobrawa, và ông rửa tội trong 966 đưa anh ta và đất nước của mình trong lĩnh vực văn hóa của Kitô Giáo Tây Phương. Ngoài những cuộc chinh phạt vĩ đại đã hoàn thành trong triều đại của ông (điều được chứng minh là nền tảng cho tương lai của Ba Lan) Mieszko I nổi tiếng với những cải cách nội bộ, nhằm mở rộng và cải thiện hệ thống quân chủ chiến tranh.
Theo các nguồn tin hiện có, Mieszko I là một chính trị gia khôn ngoan, một nhà lãnh đạo quân sự tài năng và một nhà cai trị lôi cuốn. Ông đã sử dụng thành công ngoại giao, kết thúc các liên minh, đầu tiên là với Bohemia, sau đó là Thụy Điển và Đế chế La Mã thần thánh. Trong chính sách đối ngoại, Mieszko I đặt lợi ích của đất nước mình lên hàng đầu, thậm chí tham gia vào các thỏa thuận với kẻ thù cũ. Khi qua đời, ông để lại cho con trai mình một đất nước có lãnh thổ được mở rộng rất nhiều và vị trí vững chắc ở châu Âu.
Mieszko I cũng xuất hiện một cách bí ẩn là "Dagome" trong một tài liệu giáo hoàng có niên đại khoảng năm 1085, được gọi là Dagome iudex, trong đó đề cập đến một món quà hoặc sự cống hiến của vùng đất Mieszko cho Giáo hoàng (hành động này diễn ra gần một trăm năm trước).
Biên giới Ba Lan thời của ông cũng là ranh giới lãnh thổ mà Ba Lan đã được trả lại vào năm 1945.